# ثقافة جماهيرية

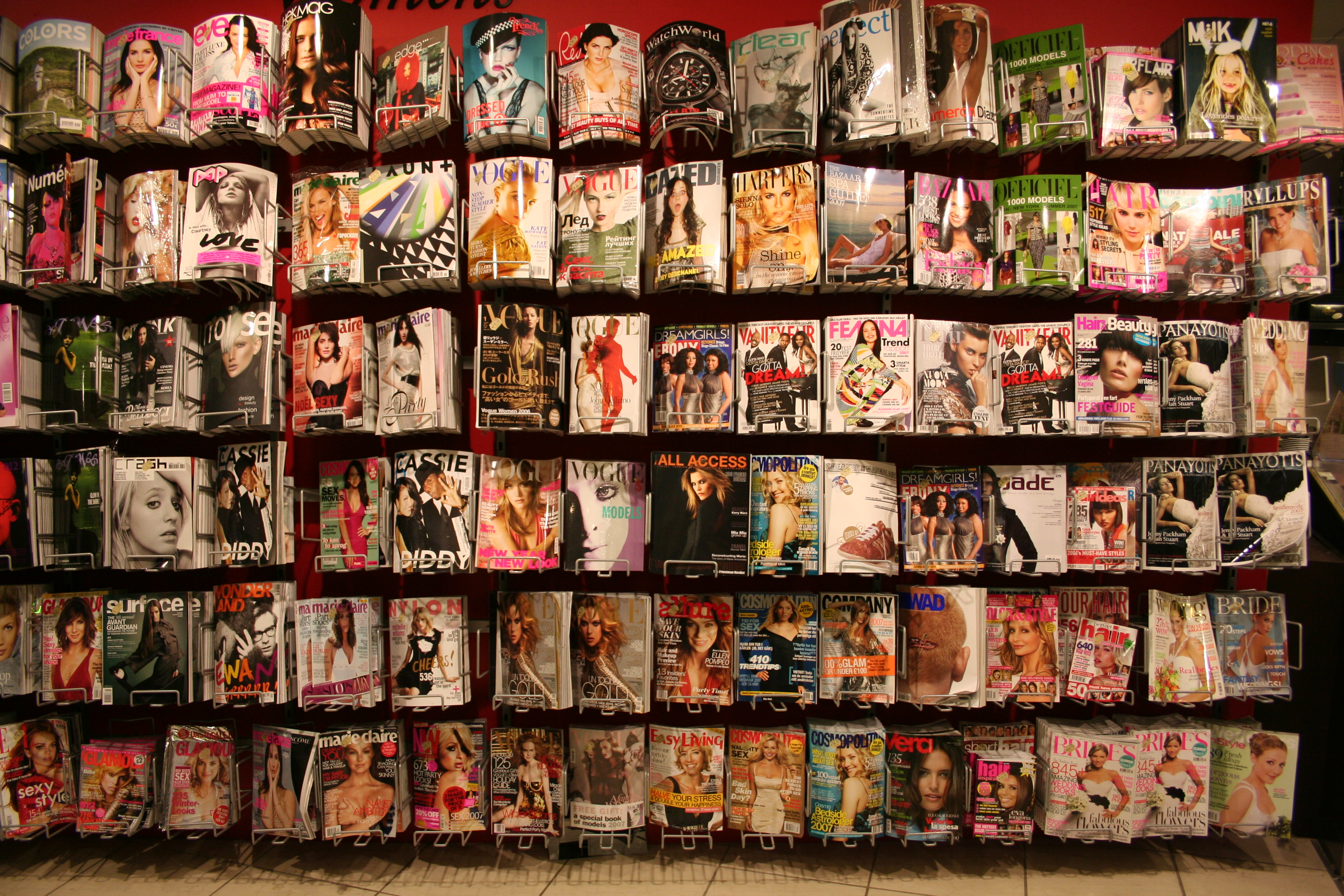

الثقافة الجماهيرية (بالإنجليزية: Mass-Culture)‏ هي مجمل التأثير والتوجيه الفكري والإعلامي الذي تمارسه وسائل الإعلام من صحافة وتلفزيون وإذاعة وسينما على الرأي العام.
لقد تميز القرن العشرين بنمو القراءة وانتشارها، وسبل الاتصال الإلكتروني والكتابي على حد سواء؛ فأطلق بعض علماء الاجتماع والسياسة على هذه الحقبة صفة «عصر الجماهير». ولم يعد التوجه الفكري والكتابي والإعلامي مقتصراً على النخبة أو الشركات، إذ أصبحت الوسائل الإعلامية والثقافية جزءاً من الحياة العادية واليومية للمواطن، ومن العملية السياسية والحكومية والجهد الانتخابي والتمثيلي بحيث أدت إلى نشوء «علم اجتماع وسائل الإعلام» في الولايات المتحدة. وقبيل الحرب العالمية الثانية أخذت الطبقة السياسية الأمريكية تهتم بالاستفادة من تأثير وسائل الإعلام على الجماهير.
وقد نشأت عن ذلك مخاوف عديدة، فذهب بعض اليساريين إلى أن الشركات الكبرى المالكة لوسائل الإعلام والشركات الكبرى المعلنة لدى هذه الشركات تمارس عمليات «غسيل الدماغ» بوسائل تجارية ووسائل غير مباشرة. كما أن رأس المال الذي يدعم الحملات الانتخابية في النظم البرلمانية الغربية يلعب دوراً فائق الأهمية في إنجاح مرشح أو حزب ضد آخر. أما على الصعيد الثقافي المحض فإن رغبة وسائل الإعلام في الإثارة وانخفاض المستوى الذوقي، بعث المخاوف لدى بعض المثقفين والفنانين بسبب ما تواجهه القيم الفنية والثقافية من أخطار جدية جديدة.
أما في المجتمعات التقدمية والاشتراكية فإن ثقافة الجماهير تتوجه نحو نشر القيم والمفاهيم الاشتراكية وانعكاساتها التطبيقية من جهة، ونحو تبسيط الثقافة والتراث الثقافي ووضعه في متناول الجماهير من جهة أخرى، فيتغلب العامل الأيديولوجي على العامل التجاري والإستهلاكي.
أما بالنسبة للقاعدة الأساسية في علم اجتماع وسائل الإعلام فتنطلق من تعبير عالم الاجتماع الأمريكي لازويل «من يقول ماذا ولمن وبأي غرض». وعلى هذا الأساس قامت دراسات ذهبت إلى القول بقدرة وسائل الإعلام على صنع الرأي العام وتغيير القناعات السائدة، كتلك الدراسات التي نشرها بول لازارسفلد وغيره. ومن المهم في هذا الصدد التنويه بأن «حرية» وسائل الإعلام في الغرب تخضع لاتجاهات أصحاب تلك الوسائل من أفراد ومؤسسات، ولضغط شركات الإعلان أيضاً، وللإرهاب الفكري أحياناً، كما حصل أثناء الموجة المكارثية في الولايات المتحدة في الخمسينات.
يمكن أن تعتبر مناهج التعليم أحد وسائل الثقافة الجماهيرية، حيث أنها تترك أثراً كبيراً على الطلبة في المرحلة العمرية المبكرة، ما يعطي الفرصة للأفكار التي يتعلمونها للثبات والتحول إلى جزء من شخصيتهم يبقى مسيطراً على توجهاتهم ومبادئهم لفترات زمنية طويلة. مارست الدول الاشتراكية نوعاً مفرطاً من استخدام الثقافة الجماهيرية على مواطنيها، بحيث اعتبرت خضوعهم لاستقبال هذه الثقافة سواء من وسائل الإعلام أو المناهج الدراسية بمثابة أحد شروط المواطنة الصالحة.
يمكن أن تتعدى الثقافة الجماهيرية حدود دولة معينة، بحيث تصبح رسالة تحمل دولة تدعى لنفسها سبقاً حضارياً، أو مسؤولية تجاه الإنسانية، كما تفعل الولايات المتحدة الأمريكية في دعمها لنشر قيم الديمقراطية والليبرالية على اعتبار أنها الحلول المتفردة لمختلف المشكلات الإنسانية وتوظف منم أجل تحقيق ذلك تمويلاً لبرامج كثيرة في معظم دول العالم، وهو الدور الذي لعبه الاتحاد السوفياتي سابقاً، إذ كان يدعم نشر الفكر الشيوعي حول العالم من خلال توفيره للمنح الدراسية للطلبة من الدول الفقيرة وتزويده لمختلف الدول بمطبوعات زهيدة التكلفة لترويج أفكار الشيوعية ومبادئها.